# Porpacithemis leakeyi
Porpacithemis leakeyi là loài chuồn chuồn trong họ Libellulidae. Loài này được Pinhey mô tả khoa học đầu tiên năm 1955.